# Madeira (Brazília)

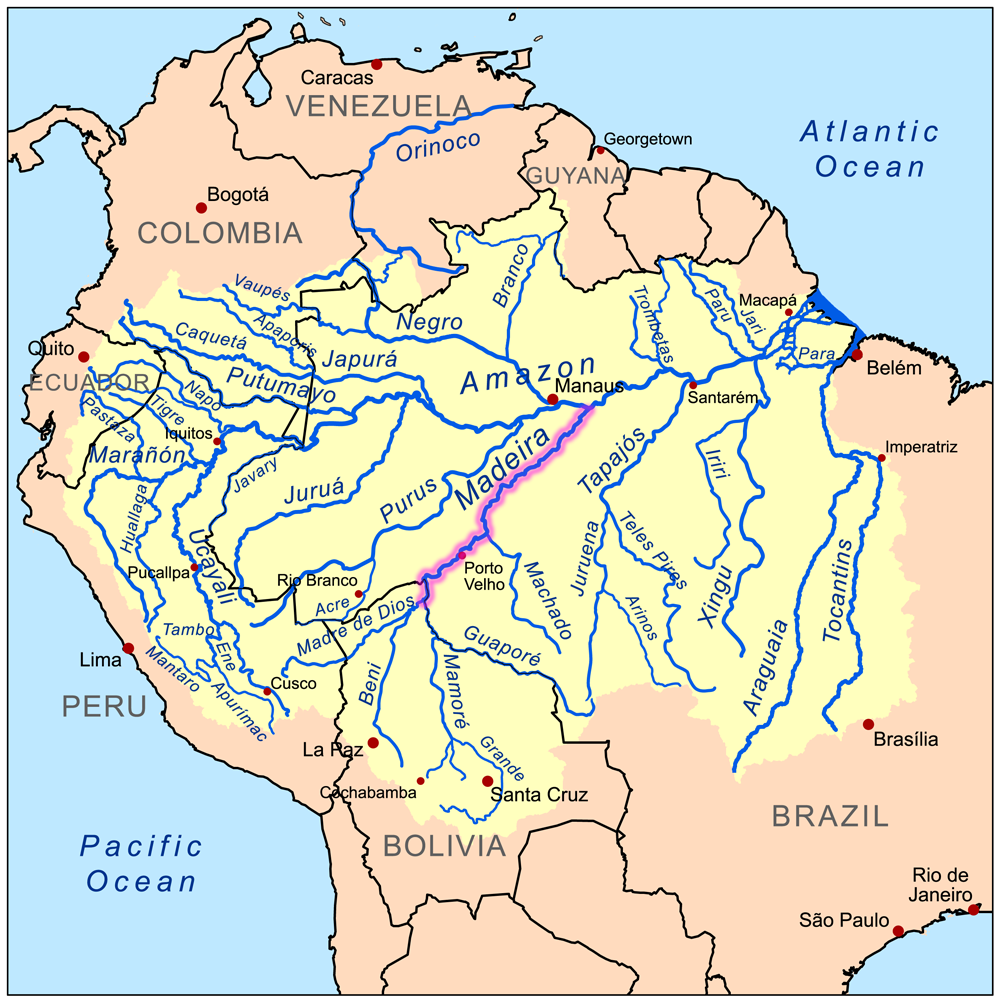
Az amazon vízgyűjtő és a kiemelt Madeira folyó

A Madeira az Amazonas egyik legnagyobb jobb oldali mellékfolyója. Mindkét ága (a Beni és a Mamoré) Bolíviában, a Keleti-Kordillerákban ered; a Mamoré alsó szakaszán Bolívia és Brazília határfolyója. Madeirának a két ág összeömlésétől hívják; a Madeira fölső szakaszán továbbra is határfolyó.
Manaus és Itacoatiara között torkollik az Amazonasba; teljes hossza 2013 km.
Az országhatár környékén hordalékából kisipari módszerekkel aranyat mosnak.